# کورن‌یوم
کوارنجوم (به هلندی: Cornjum) یک منطقهٔ مسکونی در هلند است که در لیوواردرادیل واقع شده‌است. کوارنجوم ۳۷۰ نفر جمعیت دارد.